# 15957 Джемур
15957 Джемур (15957 Gemoore) — астероїд головного поясу, відкритий 22 січня 1998 року.
Тіссеранів параметр щодо Юпітера — 3,266.